# Čolace

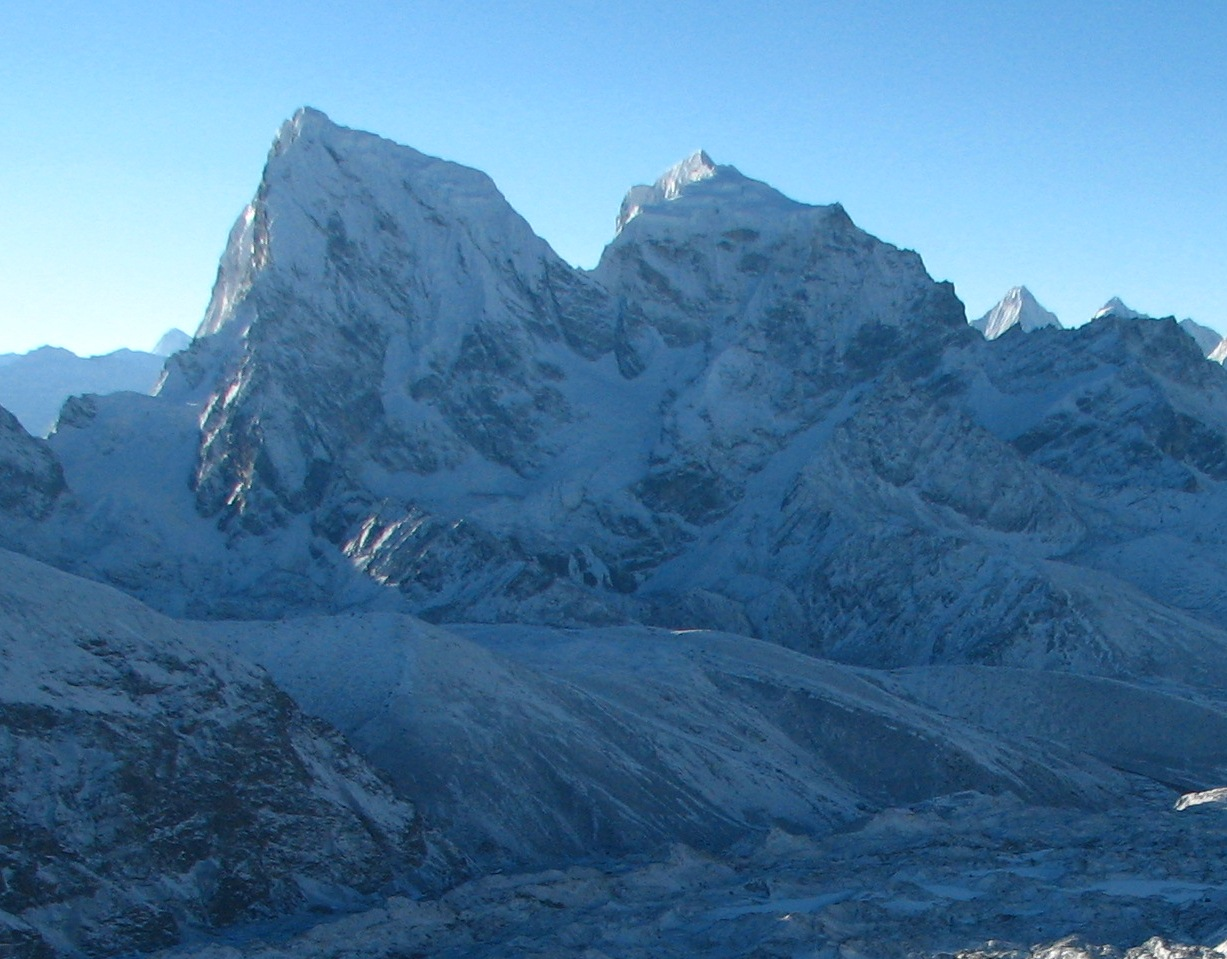
Cholatse (vlevo) a Taboche (vpravo)

Čolace (také známá jako Cholatse a Jobo Lhaptshan) je hora ve východním Nepálu v pohoří Himálaj v oblasti Khumbu. Čolace je spojena s horou Taboče dlouhým hřebenem. Čolace leží severozápadně od hory Ama Dablam mezi vesnicemi Pheriče a Mačhermo. Severní a východní stěny Čolace lze vidět ze stezky vedoucí k základnímu táboru pod Mount Everestem.

## Prvovýstup
Čolace byla poprvé vylezena přes jihozápadní hřeben 22. dubna 1982. Výstup uskutečnili horolezci Vern Clevenger, Galen Rowell, John Roskelley, Bill O'Connor a Peter Hackett.

## Další významné výstupy
- 2005 Seven Wall – první zimní vystoupení Korejců(Park Jung-hun, Choi Gang-sik), 16. ledna 2005
- 2005 Sevení stěna – první sólový výstup Ueli Steck, 15. dubna 2005
- 2005 Jihozápadní hřeben – úspěšně vystoupili Kevin Thaw, Conrad Anker, Kris Erickson, John Griber a Abby Watkins 12. května 2005